# Tolla
Tolla är en kommun i departementet Corse-du-Sud på ön Korsika i Frankrike. Kommunen ligger i kantonen Bastelica som tillhör arrondissementet Ajaccio. År 2022 hade Tolla 121 invånare.

## Befolkningsutveckling
Antalet invånare i kommunen Tolla
Referens:INSEE